# Mitrella yabei
Mitrella yabei is een slakkensoort uit de familie van de Columbellidae. De wetenschappelijke naam van de soort is voor het eerst geldig gepubliceerd in 1935 door Nomura.